# Exxon Building
El Exxon Building, también conocido con el nombre de 1251 Avenue of the Americas (su dirección), es un rascacielos de Nueva York. Situado en la Sexta Avenida, que también es llamada Avenue of the Americas, forma parte del Rockefeller Center, y de los XYZ Buildings, tres torres de arquitecturas vecinas. Los planos del edificio datan de 1963, y fueron realizados por Harrison y Abramovitz.

## Historia
Las tres letras  XYZ  corresponden al orden creciente de los tres rascacielos. El 'Exxon Building' corresponde a la X, y mide 229 metros para 54 pisos, aunque fue el segundo en construirse, en 1971. El edificio Y es el McGraw-Hill Building, construido en 1969 y que mide 206 metros, y el  Z  es el Celanese Building, que culmina en 180 metros. El Exxon Building constituye el segundo edificio más alto del Rockefeller Center detrás el GE Building, que alcanza 259 metros.
Aunque los tres edificios lleven el nombre de empresas americanas, solo el Mac Graw Hill es actualmente ocupado por la empresa. La compañía ExxonMobil ha desplazado sus oficinas a Brooklyn, y ya no posee ahora ningún edificio en el Rockefeller Center.